# Jacob Studer
Jacob Studer; auch Jacob Stauder (* 3. März 1574 in St. Gallen; † 4. Februar 1622 ebenda) war ein Kaufmann und bibliophiler Sammler in St. Gallen.

## Leben
Jacob Studer wurde als Sohn von Christoph Studer (1549–1633), Kaufmann und Säckelmeister und dessen Ehefrau Judith (* 29. September 1553 in St. Gallen; † 9. Dezember 1601 ebenda), eine Tochter des Grosskaufmanns Bartholome Schobinger (1500–1585), geboren.
Er war als Kaufmann in St. Gallen tätig und wurde 1609 in den Stadtrat gewählt, dort blieb er bis zu seinem Tod. Von 1611 bis 1621 war er Eherichter.
Ab 1615 bis 1622 weitete er als Bibliothekar die Buchbestände der, auf den Reformator Joachim Vadian zurückgehenden, St. Galler Stadtbibliothek aus und vergrösserte diese durch städtische Spender. Er schuf aus der geistlich-humanistischen Studienbibliothek eine für die Deutschschweiz neuartige Bürgerbibliothek, die das Kernstück der vadianischen Sammlung der Ortsbürgergemeinde St. Gallen bildete und damit das Gegenstück zur klösterlich-katholischen Stiftsbibliothek St. Gallen. Er selbst schenkte der Stadtbibliothek 100 ausgewählte Bände. Die seinerzeit geschaffene Bibliothek befindet sich heute in der Kantonsbibliothek Vadiana St. Gallen. 
Jacob Studer heiratete 1597 Weibratha (* 11. März 1568 in St. Gallen; † unbekannt), eine Tochter von Melchior Rothmund († 1597), Stadtarzt und Ratsherr in St. Gallen.